# Stazione di Giheung
La stazione di Giheung (기흥역 - 器興驛, Giheung-yeok ) è una stazione ferroviaria situata nel quartiere di Giheung-gu della città di Yongin, nel Gyeonggi-do, nell'area metropolitana di Seul servita dalla linea Bundang, ferrovia suburbana della Korail, e dalla metropolitana leggera di Yongin, ferrovia leggera automatica gestita dalla Yongin Rapid Transit Corporation della quale è l'attuale capolinea.

## Linee
Korail
■ Linea Bundang (Codice: K237)
Yongin Rapid Transit Corporation
■ Linea Yongin (Codice: Y111)

## Struttura

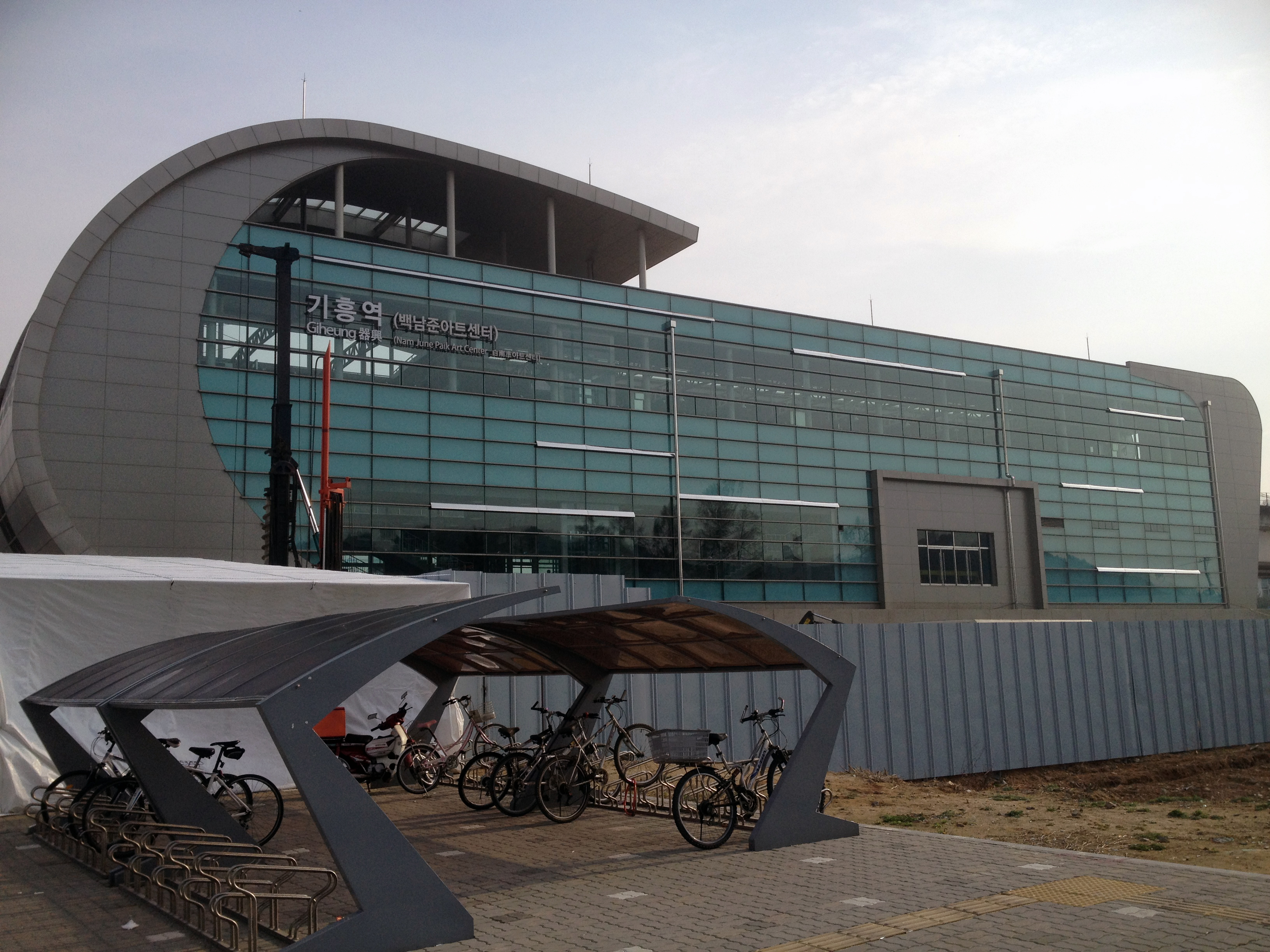
Vista della stazione sopraelevata della linea Yongin

### Linea Bundang
La stazione, sotterranea, dispone di due marciapiedi a isola con quattro binari passanti protetti da porte di banchina.
| 1-2 | ■ Linea Bundang | per Sanggal, Yeongtong, Mangpo, Suwon Municipio e Suwon   |
| 3-4 | ■ Linea Bundang | per Jukjeon, Jeongja, Moran, Suseo, Seolleung e Wangsimni |

### Linea Yongin
La stazione della linea Yongin è stata inaugurata nel 2013, ed è realizzata in viadotto, con tre binari tronchi. La piattaforma a isola centrale è utilizzata solo per l'accesso ai treni, mentre i due marciapiedi esterni vengono utilizzati per la discesa dei passeggeri.
| Ascendente  | ■ Linea Yongin | solo discesa passeggeri                               |
| Discendente | ■ Linea Yongin | per Municipio, Stadio di Yongin, e Jeondae (Everland) |
| Ascendente  | ■ Linea Yongin | solo discesa passeggeri                               |

## Stazioni adiacenti
| «             | Servizio      | »             |
| Linea Bundang | Linea Bundang | Linea Bundang |
| ------------- | ------------- | ------------- |
| Singal        | Locale        | Sanggal       |
| Jukjeon       | Espresso      | Mangpo        |
| Linea Yongin  |               |               |
| Capolinea     | -             | Gangnamdae    |